# Bob Wilkinson (cestista)
Bob Wilkinson (La Porte, 24 febbraio 1938) è un ex cestista statunitense, professionista nella ABL.

## Carriera
È stato selezionato dai St. Louis Hawks al dodicesimo giro del Draft NBA 1960 con l'84ª scelta assoluta.
Ha giocato in seguito nella ABL con i Chicago Majors e gli Oakland Oaks.